# Isòtops del terbi
El terbi (Tb) natural es compon d'un isòtop estable, el 159Tb. S'han caracteritzat 33 radioisòtops, els més estable dels quals són el 158Tb amb un període de semidesintegració de 180 anys, el 157Tb amb un període de semidesintegració de 71 anys, i el 160Tb amb un període de semidesintegració de 72,3 dies. La resta d'isòtops radioactius tenen períodes de semidesintegració menors a 6,907 dies, i la majoria d'ells tenen períodes de semidesintegració menors a 24 segons. Aquest element presenta 18 isòmers nuclears, els més estables dels quals són el 156m1-Tb (t½ 24.4 hores), 154m2Tb (t½ 22,7 hores) i el 154m1Tb (t½ 9,4 hores).
El mode de desintegració primari abans de l'isòtop estable més abundant, el  159Tb, és la captura electrònica, i després d'ell l'emissió beta. El producte de desintegració primari abans del 159Tb són isòtops de l'element 64 (gadolini) i després isòtops de l'element 66 Dy (disprosi).
Massa atòmica estàndard: 158.92535(2) u

## Taula
| Símbol del núclid | Z(p)                | N(n)                | massa isotòpica(u)  | període de semidesintegració | Espín nuclear | composició isotòpics representativa (fracció molar) | rang de variació natural (fracció molar) |
| Símbol del núclid | energia d'excitació | energia d'excitació | energia d'excitació | període de semidesintegració | Espín nuclear | composició isotòpics representativa (fracció molar) | rang de variació natural (fracció molar) |
| ----------------- | ------------------- | ------------------- | ------------------- | ---------------------------- | ------------- | --------------------------------------------------- | ---------------------------------------- |
| 135Tb             | 65                  | 70                  |                     | 0.94(+33-22) ms              | (7/2-)        |                                                     |                                          |
| 136Tb             | 65                  | 71                  | 135.96138(64)#      | 0.2# s                       |               |                                                     |                                          |
| 137Tb             | 65                  | 72                  | 136.95598(64)#      | 600# ms                      | 11/2-#        |                                                     |                                          |
| 138Tb             | 65                  | 73                  | 137.95316(43)#      | 800# ms [>200 ns]            |               |                                                     |                                          |
| 139Tb             | 65                  | 74                  | 138.94829(32)#      | 1.6(2) s                     | 11/2-#        |                                                     |                                          |
| 140Tb             | 65                  | 75                  | 139.94581(86)       | 2.4(2) s                     | 5             |                                                     |                                          |
| 141Tb             | 65                  | 76                  | 140.94145(11)       | 3.5(2) s                     | (5/2-)        |                                                     |                                          |
| 141mTb            | 0(200)# keV         | 0(200)# keV         | 0(200)# keV         | 7.9(6) s                     | 11/2-#        |                                                     |                                          |
| 142Tb             | 65                  | 77                  | 141.93874(32)#      | 597(17) ms                   | 1+            |                                                     |                                          |
| 142m1Tb           | 280.2(10) keV       | 280.2(10) keV       | 280.2(10) keV       | 303(17) ms                   | (5-)          |                                                     |                                          |
| 142m2Tb           | 621.4(11) keV       | 621.4(11) keV       | 621.4(11) keV       | 15(4) µs                     |               |                                                     |                                          |
| 143Tb             | 65                  | 78                  | 142.93512(6)        | 12(1) s                      | (11/2-)       |                                                     |                                          |
| 143mTb            | 0(100)# keV         | 0(100)# keV         | 0(100)# keV         | <21 s                        | 5/2+#         |                                                     |                                          |
| 144Tb             | 65                  | 79                  | 143.93305(3)        | ~1 s                         | 1+            |                                                     |                                          |
| 144m1Tb           | 396.9(5) keV        | 396.9(5) keV        | 396.9(5) keV        | 4.25(15) s                   | (6-)          |                                                     |                                          |
| 144m2Tb           | 476.2(5) keV        | 476.2(5) keV        | 476.2(5) keV        | 2.8(3) µs                    | (8-)          |                                                     |                                          |
| 144m3Tb           | 517.1(5) keV        | 517.1(5) keV        | 517.1(5) keV        | 670(60) ns                   | (9+)          |                                                     |                                          |
| 144m4Tb           | 544.5(6) keV        | 544.5(6) keV        | 544.5(6) keV        | <300 ns                      | (10+)         |                                                     |                                          |
| 145Tb             | 65                  | 80                  | 144.92927(6)        | 20# min                      | (3/2+)        |                                                     |                                          |
| 145mTb            | 0(100)# keV         | 0(100)# keV         | 0(100)# keV         | 30.9(7) s                    | (11/2-)       |                                                     |                                          |
| 146Tb             | 65                  | 81                  | 145.92725(5)        | 8(4) s                       | 1+            |                                                     |                                          |
| 146m1Tb           | 150(100)# keV       | 150(100)# keV       | 150(100)# keV       | 24.1(5) s                    | 5-            |                                                     |                                          |
| 146m2Tb           | 930(100)# keV       | 930(100)# keV       | 930(100)# keV       | 1.18(2) ms                   | (10+)         |                                                     |                                          |
| 147Tb             | 65                  | 82                  | 146.924045(13)      | 1.64(3) h                    | 1/2+#         |                                                     |                                          |
| 147mTb            | 50.6(9) keV         | 50.6(9) keV         | 50.6(9) keV         | 1.87(5) min                  | (11/2)-       |                                                     |                                          |
| 148Tb             | 65                  | 83                  | 147.924272(15)      | 60(1) min                    | 2-            |                                                     |                                          |
| 148m1Tb           | 90.1(3) keV         | 90.1(3) keV         | 90.1(3) keV         | 2.20(5) min                  | (9)+          |                                                     |                                          |
| 148m2Tb           | 8618.6(10) keV      | 8618.6(10) keV      | 8618.6(10) keV      | 1.310(7) µs                  | (27+)         |                                                     |                                          |
| 149Tb             | 65                  | 84                  | 148.923246(5)       | 4.118(25) h                  | 1/2+          |                                                     |                                          |
| 149mTb            | 35.78(13) keV       | 35.78(13) keV       | 35.78(13) keV       | 4.16(4) min                  | 11/2-         |                                                     |                                          |
| 150Tb             | 65                  | 85                  | 149.923660(8)       | 3.48(16) h                   | (2-)          |                                                     |                                          |
| 150mTb            | 457(29) keV         | 457(29) keV         | 457(29) keV         | 5.8(2) min                   | 9+            |                                                     |                                          |
| 151Tb             | 65                  | 86                  | 150.923103(5)       | 17.609(1) h                  | 1/2(+)        |                                                     |                                          |
| 151mTb            | 99.54(6) keV        | 99.54(6) keV        | 99.54(6) keV        | 25(3) s                      | (11/2-)       |                                                     |                                          |
| 152Tb             | 65                  | 87                  | 151.92407(4)        | 17.5(1) h                    | 2-            |                                                     |                                          |
| 152m1Tb           | 342.15(16) keV      | 342.15(16) keV      | 342.15(16) keV      | 0.96 µs                      | 5-            |                                                     |                                          |
| 152m2Tb           | 501.74(19) keV      | 501.74(19) keV      | 501.74(19) keV      | 4.2(1) min                   | 8+            |                                                     |                                          |
| 153Tb             | 65                  | 88                  | 152.923435(5)       | 2.34(1) d                    | 5/2+          |                                                     |                                          |
| 153mTb            | 163.175(5) keV      | 163.175(5) keV      | 163.175(5) keV      | 186(4) µs                    | 11/2-         |                                                     |                                          |
| 154Tb             | 65                  | 89                  | 153.92468(5)        | 21.5(4) h                    | 0(+#)         |                                                     |                                          |
| 154m1Tb           | 12(7) keV           | 12(7) keV           | 12(7) keV           | 9.4(4) h                     | 3-            |                                                     |                                          |
| 154m2Tb           | 200(150)# keV       | 200(150)# keV       | 200(150)# keV       | 22.7(5) h                    | 7-            |                                                     |                                          |
| 154m3Tb           | 0+Z keV             | 0+Z keV             | 0+Z keV             | 513(42) ns                   |               |                                                     |                                          |
| 155Tb             | 65                  | 90                  | 154.923505(13)      | 5.32(6) d                    | 3/2+          |                                                     |                                          |
| 156Tb             | 65                  | 91                  | 155.924747(5)       | 5.35(10) d                   | 3-            |                                                     |                                          |
| 156m1Tb           | 54(3) keV           | 54(3) keV           | 54(3) keV           | 24.4(10) h                   | (7-)          |                                                     |                                          |
| 156m2Tb           | 88.4(2) keV         | 88.4(2) keV         | 88.4(2) keV         | 5.3(2) h                     | (0+)          |                                                     |                                          |
| 157Tb             | 65                  | 92                  | 156.9240246(27)     | 71(7) a                      | 3/2+          |                                                     |                                          |
| 158Tb             | 65                  | 93                  | 157.9254131(28)     | 180(11) a                    | 3-            |                                                     |                                          |
| 158m1Tb           | 110.3(12) keV       | 110.3(12) keV       | 110.3(12) keV       | 10.70(17) s                  | 0-            |                                                     |                                          |
| 158m2Tb           | 388.37(15) keV      | 388.37(15) keV      | 388.37(15) keV      | 0.40(4) ms                   | 7-            |                                                     |                                          |
| 159Tb             | 65                  | 94                  | 158.9253468(27)     | ESTABLE                      | 3/2+          | 1.0000                                              |                                          |
| 160Tb             | 65                  | 95                  | 159.9271676(27)     | 72.3(2) d                    | 3-            |                                                     |                                          |
| 161Tb             | 65                  | 96                  | 160.9275699(28)     | 6.906(19) d                  | 3/2+          |                                                     |                                          |
| 162Tb             | 65                  | 97                  | 161.92949(4)        | 7.60(15) min                 | 1-            |                                                     |                                          |
| 163Tb             | 65                  | 98                  | 162.930648(5)       | 19.5(3) min                  | 3/2+          |                                                     |                                          |
| 164Tb             | 65                  | 99                  | 163.93335(11)       | 3.0(1) min                   | (5+)          |                                                     |                                          |
| 165Tb             | 65                  | 100                 | 164.93488(21)#      | 2.11(10) min                 | 3/2+#         |                                                     |                                          |
| 166Tb             | 65                  | 101                 | 165.93799(11)       | 25.6(22) s                   |               |                                                     |                                          |
| 167Tb             | 65                  | 102                 | 166.94005(43)#      | 19.4(27) s                   | 3/2+#         |                                                     |                                          |
| 168Tb             | 65                  | 103                 | 167.94364(54)#      | 8.2(13) s                    | 4-#           |                                                     |                                          |
| 169Tb             | 65                  | 104                 | 168.94622(64)#      | 2# s                         | 3/2+#         |                                                     |                                          |
| 170Tb             | 65                  | 105                 | 169.95025(75)#      | 3# s                         |               |                                                     |                                          |
| 171Tb             | 65                  | 106                 | 170.95330(86)#      | 500# ms                      | 3/2+#         |                                                     |                                          |